# UFO 1
Albums de UFO
Flying (One Hour Space Rock)
(1971)
UFO 1 est le premier album du groupe  de hard rock anglais UFO. Il est sorti en octobre 1970 sur le label Beacon Records et fut produit par Guy Fletcher et Doug Flett.

## L'album
UFO a vu le jour à Londres en 1969. Après avoir joué dans les clubs sous différents noms, le groupe signe en mars 1970 un contrat avec Beacon Records.
En septembre UFO apparaît à la BBC. En octobre sortie conjointe du premier album et du single (Come Away) Melinda. Un autre single de l'album, C'Mon Everybody, deviendra en 1971 n° 1 au Japon. Le single Boogie entra dans les classements musicaux allemands où il atteindra la 30e place .

## Les musiciens
- Phil Mogg : voix
- Mick Bolton : guitares
- Pete Way : basse
- Andy Parker : batterie, percussions

## Les titres
Face 1
| No | Titre                      | Auteur                                           | Durée |
| -- | -------------------------- | ------------------------------------------------ | ----- |
| 1. | Unidentified Flying Object | Mick Bolton / Phil Mogg / Andy Parker / Pete Way | 2:19  |
| 2. | Boogie                     | Bolton / Mogg / Parker / Way                     | 4:17  |
| 3. | C'Mon Everybody            | Eddie Cochran / Jerry Capehart                   | 3:12  |
| 4. | Shake It About             | Bolton / Mogg /¨Parker / Way                     | 3:47  |
| 5. | (Come Away) Melinda        | Fred Hellerman / Fran Minkoff                    | 5:06  |

Face 2
| No  | Titre           | Auteur                       | Durée |
| --- | --------------- | ---------------------------- | ----- |
| 6.  | Timothy         | Bolton / Mogg / Parker / Way | 3:29  |
| 7.  | Follow You Home | Way                          | 2:14  |
| 8.  | Treacle People  | Bolton                       | 3:24  |
| 9.  | Who Do You Love | Ellas McDaniel               | 7:50  |
| 10. | Evil            | Way                          | 3:27  |

## les singles
- 1970
  - Shake It About / Evil
  - Boogie (for George) / Treacle People  # 3[3]
  - (Come Away) Melinda / Unidentified Flying Object
- 1971
  - C'mon Everybody / Timothy

## Informations sur le contenu de l'album
- Evil, C'Mon Everybody et (Come Away) Melinda sortiront également en singles
- C'mon Everybody est une reprise d'Eddie Cochran (1959)
- (Come Away) Melinda est une reprise d'Harry Belafonte (1963) popularisée en 1964 par Judy Collins. Cette chanson a été reprise en 1970 sur l'album Very 'eavy... Very 'umble, par un autre groupe anglais qui débutait, Uriah Heep.
- Who Do You Love est une reprise de Bo Diddley (1956)